# Хауърд Хюз
Хауърд Робърд Хюз-младши (на английски: Howard Robard Hughes, Jr.) е американски пилот, кинопродуцент, бизнесмен милиардер, инвеститор, инженер, ексцентрик, плейбой, филантроп, а също и един от най-богатите хора в света в неговото време. Той става известен с конструирането на самолета „Елегантната гъска“ и с ексцентричното си поведение, особено в залеза на своя живот, дължащо се отчасти на хронични болки, вследствие тежка самолетна катастрофа.

## Младост и Холивуд
Хауърд Хюз е роден в Хъмбал, Тексас, САЩ. Неговите родители са Алийн (Гано) Хюз и Хауърд Р. Хюз-старши, който открива нов начин за извършване на петролни сондажи, който начин му позволява да извлича петрол от места, преди недостъпни за такъв тип дейност. Бащата на Хюз основава „Хюз Туул Компани“, за да може да усвои търговски своето изобретение. Негов чичо е известният режисьор и сценарист Рупърт Хюз.
Въпреки че посещава множество престижни училища, Хюз никога не се сдобива с диплома. Той посещава Fessenden School в Западен Нютън, Масачузетс и училището „Тачър“ Thacher School в Охай, Калифорния. Бащата на Хюз урежда специално за него обучения по финанси и инженерни науки в Калифорнийския технологичен институт, като впоследствие го записва в Университета Райс.
Родителите на Хюз умират, когато той е тийнейджър – майка му през 1922 г., а баща му две години по-късно. Като резултат Хюз наследява изключително доходоносната „Хюз Туул Компани“. След като наследява 17 милиона долара, Хюз напуска университета Райс и става изпълнителен директор на „Хюз Туул Компани“ през 1924 г., когато е само на 19 години.
Скоро след като баща му умира, Хюз се мести в Холивуд, щата Калифорния, където има чичо – Руперт Хюз, писател. Ела Райс, с която се срещнал в Хюстън, Тексас, се присъединява към него в Калифорния. Те се женят през 1925 г., а впоследствие се развеждат през 1929 г.
Хюз използва своето богатство, за да стане филмов продуцент. В началото той е отхвърлен от холивудските професионалисти като поредния разглезен богаташки син. Но двата негови филма, които излизат през 1927 г. Everybody's Acting и Two Arabian Knights се превръщат във финансов успех. Филмите му The Racket от 1928 и Първата страница от 1931 са номинирани за наградите на Академията. Хюз е продуцент и сценарист на филма от 1930 г. – Hell's Angels, даващ израз на любовта му към авиацията, а също и на филма Scarface от 1932 г. Може би най-известният му филм си остава The Outlaw от 1940 г. с участието на Джейн Ръсел. Както Scarface така и The Outlaw имат проблеми с цензурата, която твърди, че филмите не спазват моралните стандарти възприети от индустрията.
По това време Хюз придобива съмнителната слава на женкар и както се твърди е имал афери с множество известни жени, а според някои и с мъже, като например: Катрин Хепбърн, Бети Дейвис, Джийн Тиърни, Джийн Харлоу, Джейн Ръсел и Ава Гарднър. Хюз е свързван и по един или друг начин с цял списък от известни лица: Ивон Де Карло, Били Дой, Джинджър Роджърс, Оливия де Хавиланд. Елизабет Тейлър, Катрин Грейсън, Лана Търнър, Рита Хейуърд, Карол Ломбард, Полет Годар, Ида Лупино, Линда Дарнел, Джоан Фонтейн, Джина Лолобриджида, Мерилин Монро, Кари Грант, Ерол Флин, Джейн Мансфийлд, Жа Жа Габор, Сюзън Хейуърд, Шели Уинтърс, Мейми Ван Дорън, Хеди Ламар, Таърън Пауър, Глория Вандербилд, Тери Мур и Марлен Дитрих.

## Хюз – авиатор и инженер
През целия си живот Хюз е бил страстен почитател на летенето, пилот и самоук авиоинженер. Той поставя множество световни рекорди, а също проектира и конструира няколко самолета, докато е начело на „Хюз Еъркрафт“. На 19 януари 1937 г. Хюз поставя нов световен рекорд като прелита от Лос Анджелис до Ню Йорк за 7 часа 28 минути и 25 секунди. След това на 10 юли 1938 г. той поставя нов рекорд като завършва за 91 часа околосветски самолетен полет. През 1938 година летището на Хюстън Тексас е преименувано на „Летище Хауърд Хюз“, но старото име е върнато поради възраженията на гражданите летището да носи името на жив човек.
Като авиатор Хюз получава множество награди. Това включва „Хармън Трофий“ през 1936 и 1938 година, както и „Колиър Трофий“ през 1939 и Octave Chanute Award през 1940, освен това Хюз и специален медал от Конгреса за своя околосветски полет.
През 1938 година Уилям Джон Фрай (William John Frye), бивш холивудски каскадьор и първи директор на операциите на Trans World Airlines (TWA) поръчва новия 33-местен Боинг Стратолайнер – първия самолет с отделена пътническа кабина с налягане. Той убеждава Хюз, запленен от новата летателна технология, да финансира покупката. С това си действие през април 1939 г. Хюз се превръща в основен акционер на TWA. През 40–те и 50–те години на ХХ век TWA продължава да залага на най-напредничавите самолети, като това се дължи преди всичко на собствения интерес на Хюз към самолетостроенето. Трябва да се посочи, че TWA се разраства значително под неговото ръководство.
На 7 юли 1946 година Хюз едва оживява след самолетна катастрофа. Той пилотира първия полет на експерименталния самолет XF-11, който представлява шпионски самолет, предназначен за американската армия. Летателният план е включвал представянето на самолета в Лос Анджелис, но изтичане на гориво предизвиква едно от витлата да спре и това да предизвика рязко пикиране на самолета към земята. Хюз се опитва да спаси машината, като я приземи на терена за голф на Кънтри клуба в Лос Анджелис, но секунди преди да достигне тази дестинация самолетът рязко пропада и се разбива в квартала на Бевърли Хилс, който заобикаля Кънтри клуба. Самолетът спира едва след като е прерязал три къщи и резервоарът му избухва, като предизвиква пожар в къщите на квартала. Хюз лежи безпомощен до горящия самолет, докато не бива спасен от сержант от флота, който по това време е на посещение при приятели в съседната къща. Хюз има множество наранявания вследствие от катастрофата – счупена ключица, шест счупени ребра и изгаряния трета степен, които остават своя белег за цял живот. Легендарните мустачки на Хюз, които той носи впоследствие, са опит за прикриване на малък белег, получен в този инцидент.
Едно от най-големите предизвикателства пред Хюз е създаването на самолета Н–4 Херкулес, станал известен като „Елегантната гъска“, който представлява масивен летящ „кораб“, завършен малко след края на Втората световна война. Самолетът е бил поръчан от правителството на САЩ, за да се използва във войната, но не е бил завършен до приключването на бойните действия. Хюз е призован да свидетелства пред Сенатската комисия, разследваща военните поръчки с цел да обясни защо самолетът не е бил доставен на армията по време на войната, но комисията се разпуска, без да приеме окончателен доклад. Понеже американското правителство не позволява на Хюз да използва метал, който е бил под строги ограничения през този период, за да изпълни договора си той изгражда самолета предимно от дърво в своята фабрика. Самолетът е можело да бъде видян за дълъг период от време в Лонг Бийч, Калифорния, преди да бъде преместен в Орегон, където сега е част Evergreen Aviation Museum.

## Хюз – следвоенните години
Хюз придобива RKO през 1948 година, едно от големите холивудски студиа, което към момента изпитва значителни финансови трудности. Студиото продължава да изпитва значителни трудности, като понякога е затворено за седмици или месеци. RKO е продадено през 1955 г. След войната Хюз превръща своята компания „Хюз Еъркрафт“ в един от големите изпълнители на военни поръчки. Части от компанията се ликвидират от Макдонълд Дъглас и Боинг, когато тези две компании се сливат. Това, което остава от „Хюз Еъркрафт“, е продадено на Рейтон през 1998 г.
През 1954 г. Хюз създава „Медицинския институт Хауърд Хюз“ в щата Делауеър, който има за задача да осъществява основни медицински проекти, включително и, както само посочва Хюз, да изследва „генезиса на живота, като такъв“. Мнозина считат, че Хюз върши това с цел да спести данъци – той дава всички свои акции от „Хюз Еъркрафт“ на института, като по този начин превръща фирма, изпълняваща военни поръчки в благотворителна организация. Тази сделка става повод за дълги правни спорове и битки между Хюз и Данъчната служба на САЩ, които Хюз безапелативно печели. След смъртта на Хюз цялата негова собственост отива в полза на Института. Това превръща тази организация във втората по активи частна фондация и най-голямата такава, която има за цел биологични и медицински изследвания като към 2004 г. тя е акумулирала от дарения близо 12,4 милиарда долара.
През 1957 г. Хюз се жени за актрисата Джийн Питърс.
Малко преди президентските избори през 1960 г., Ричард Никсън страда от разкритието за съществуващ заем, предоставен от Хюз на брата на Никсън, който заем не е бил погасен.
„Хюз Спейс енд Комюникешънс“ е основана през 1961 г. Същата година мениджмънтът на TWA съди своя председател на борда на директорите – Хюз, поради наличие на сблъсък на интереси, по този начин Хюз бива принуден да продаде акциите си в TWA през 1966 година като цената е повече от 500 милиона долара. През седемдесетте години на ХХ век се връща в бизнеса с авиокомпании, като купува „Еър Уест“ и я преименува на „Хюз Еъруест“.

## Изследването „Гломар“
През 1972 г. с Хюз се свързва ЦРУ с надеждата да получат помощ при изваждането на потънала край Хавай 4 години по-рано съветска подводница. Така се стига до изграждането на „Хюз Гломар Експолрър“ – специален спасителен кораб. Съгласието на Хюз за сътрудничество предоставя на ЦРУ прикритие за извършваните дейности, а именно – цивилно изследване на морските дълбини и търсене на магнезиеви находища. През лятото на 1974 г. „Гломар Експлорър“ успява да издигне на повърхността потъналата съветска подводница. Но по време на тази операция механичен проблем води до „пречупването“ на руския съд на две, като едната половина се озовава наново на океанското дъно. Смята се, че потъналата част е съдържала най-ценните обекти, включително тетрадките с шифрите и атомните торпеда. Две атомни торпеда и няколко руски криптографски машини попадат в ръцете на екипажа. Телата на 6 руски войника биват погребани според обичая в морето. Мнозина спекулират, че противно на официално обявеното, цялата подводница е извадена на повърхността, а ЦРУ е пуснало дезинформация, за да остави СССР с убеждението, че мисията не е била успешна.
Операцията е позната също така и под кодовото име „Проект Дженифър“ и става известна едва през 1975 година, когато крадци ограбват офиса на Хюз и се сдобиват със секретни документи.

## Хюз – Отшелника
В края на 50–те години на ХХ век, а дори и по-рано, Хюз развива симптомите на маниакално–компулсивно разстройство (МКР). Известният със своята елегантност Хюз, внезапно изчезва от публичното внимание и се превръща в мистерия. В медиите се появяват всякакви слухове за неговото поведение. Според различни слухове Хюз ту е смъртно болен, ту умствено нестабилен или мъртъв, или дори заместен с двойник.
Хюз и по-рано е показвал симптоми на МКР – през 1930–те години негови приятели твърдят, че е бил обсебен от размера на граховите зърна (любимото му ястие) и е имал специална вилица, с която ги е сортирал по големина преди да ги изяде. Когато продуцира The Outlaw, Хюз е обсебен от незначителен дефект на една от блузите, които носи Джейн Ръсел и пише детайлен меморандум за това как дефектът да бъде отстранен, защото според Хюз този дефект води до това, че при определено движение на Ръсел могат да се видят двете ѝ зърна.
Хюз придобива отшелнически начин на живот, съпътстван от наркотици, живее в заключени тъмни помещения и с постоянен страх от микроби. Въпреки че плаща немалка месечна заплата на бръснар, който е на повикване, Хюз си прави прическа и подрязване на ноктите веднъж годишно. Има няколко доктори на заплата, но почти никога не ги вика, а дори и да получи тяхното мнение, той никога не изпълнява предписанията им.
Хюз се пристрастява към кодеин (инжекционно), валиум и други обезболяващи, губи значителна част от теглото си, събира урината си в бутилки и носи обувки от носни кърпички (трябва да се посочи, че има данни Хюз да е правил това само веднъж и то като предпазно средство поради наводнена тоалетна). Той настоява да се използват хартиени кърпи, с които да се покрива всяка повърхност, преди да я докосне, като предпазно средство срещу микробите.
Хюз е боледувал от сифилис като младеж и в голяма степен странното му поведение към края на живота му се отдава от много днешни негови биографи на третата фаза на тази болест.

## Късни години
Със своя антураж Хюз се мести от хотел на хотел от Бевърли Хилз през Бостън до Лас Вегас, където купува „Дезърт ИН’“, защото го заплашват с изхвърляне. Става известен с това, че модернизира Лас Вегас като купува от мафията значителна част от града. Купува и телевизионни станции като KLAS-TV в Лас Вегас, за да има какво да гледа през нощите, в които страда от безсъние.
Хюз обича сладоледа с банани и ядки на „Баскин Робинс“ и неговия антураж изпада в ужас когато разбира, че „Баскин Робинс“ спира от производство този сладолед. Те правят специална поръчка от 1000 литра сладолед, най-малкото възможно количество за единична поръчка и го доставят от Лос Анджелис до Лас Вегас. Няколко дни след пристигането на поръчката Хюз заявява, че сладоледът с банани и ядки му е омръзнал и сега иска само ванилов сладолед. Години след това помощниците на Хюз раздават безплатен сладолед с банани и ядки на своите приятели и техните семейства.
В Невада Хюз има изключително политическо влияние, често пъти е влияел върху изхода на избори и приемането на закони. Все пак неговото влияние има и граници, той се страхува от ефекта на опитите с ядрено оръжие на повърхността, които се провеждат в щата по това време и предлага един милион долара на президентите Линдън Б. Джонсън и Ричард Никсън, за да ги спрат. Помощниците на Хюз никога на предлагат подкупите, но се знае, че Джонсън отказва офертата, а така и не се стига до контакт с Никсън.
Когато състоянието на Хюз се влошава той се мести на различни места – Бахамските острови, Ванкувър, Лондон, както и на други места, като винаги живее на последните етажи на сградите в апартаменти със затъмнени стъкла. Всеки път след като се изнесе, хотелите имат нужда от основни ремонти.
През 1971 година се развежда с Джейн Питърс, като преди това те са живели разделени от години. Тя се съгласява на годишна издръжка от 70 000 долара, индексирана според инфлацията, като се отказва от каквито и да били права върху собствеността на Хюз. Обикновено параноичният Хюз изненадващо за всички не настоява на договор за конфиденциалност с Питърс, който да е условие към развода. Помощниците разказват, че Питърс е била една от малкото хора, които никога не са били обиждани от Хюз. Питърс отказва да обсъжда своя живот с Хюз и отхвърля няколко изключително изгодни оферти за това. Единственото ѝ изявление е, че не е виждала Хюз няколко години преди развода.
Според някои спекулации аферата Уотъргейт, незаконното нахлуване в офиса на Демократическата партия през 1972 г. е свързана с Хюз. Според тези теории нахлуването е извършено, за да се приберат уличаващи документи за плащания от Хюз към Никсън и е имало за задача да се подхвърлят доказателства за връзки между Хюз и Демократическата партия. Лари О’Брайън, който тогава е бил председател на Националния комитет на Демократическата партия, е бил платен лобист на Хюз до 1968 година.
През 1972 г. Клифърд Ървинг обявява, че в съавторство с Хюз е написал негова автобиография и това предизвиква сензация в медиите. Хюз е до такава степен отделен от живота, че той дори не опровергава Ървинг, което в очите на мнозина е доказателство за признание на фактите в книгата. Преди публикацията на „автобиографията“ в едно от изключително редките си телефонни изявления Хюз опровергава проекта и го обявява за сложна и добре замислена измама. Впоследствие Ървинг прекарва 14 месеца в затвора по обвинение за измамно получаване на 765 000 долара.
Хюз умира на борда на самолет по пътя от своето жилище в Мексико към Методистката болница в Хюстън, денят е 5 април 1976 година и той е на 70 години. Той е в състояние, което го прави напълно неразпознаваем, и поради това ФБР настоява за потвърждаване на самоличността му чрез сравнение на пръстови отпечатъци. Тялото му е в много лошо физическо състояние, а рентгеновият преглед показва наличие под кожата на ръката му на счупени игли. В доклада от аутопсията му като причина за смъртта му е посочена бъбречна недостатъчност.
Хауърд Хюз е погребан в гробището Гленуд (Glenwood Cemetery), Хюстън, щата Тексас.

## Имущество
Собственикът на сервиз в Юта Мелвин Дъмар твърди, че късно една вечер през декември 1968 година качва на автостоп самотния Хауърд Хюз, като това става на магистрала 95, 230 километра северно от Лас Вегас. След като закарва Хюз до хотел–казино Сандс, Хюз го прави наследник на 1/16 от оценения на 2 милиарда долара имот. Завещанието представено от Дъмар, в което той има гарантирани 156 милиона долара, е отхвърлено от съд в Невада като фалшификация две години след смъртта на Хюз. Филмът от 1980 година „Мелвин и Хауърд“ (Melvin and Howard) е базиран на тази случка.
Повече от 40 завещания и над 400 ищци си съперничат за част от имуществото на Хюз. Имуществото му е разпределено между 22 племенника през 1983 г. Върховният съд на САЩ обявява, че „Хюз Еъркрафт“ е собственост на Медицинския институт Хауърд Хюз, който през 1985 година продава компанията на Дженеръл Моторс за 5 милиарда долара. Исковете, заведени от щатите Калифорния и Тексас, в които се твърди, че се дължи данък наследство по тази сделка, са отхвърлени от съда.
През 1984 година тръст, управляващ наследството на Хюз, се съгласява да плати неуточнена сума пари на актрисата Тери Мур, която твърди, че е тайно женена за Хюз от 1949 година и че никога не са се развеждали. Тя пише книга за аферата си с Хюз, със заглавие „Красавицата и Милиардера“. Като се има предвид, че Мур е женена още 5 пъти след 1949 година, е поставен въпросът и за многоженство.